# Pernampattu
Pernampattu é uma panchayat (vila) no distrito de Vellore, no estado indiano de Tamil Nadu.

## Demografia
Segundo o censo de 2001,  Pernampattu  tinha uma população de 41,323 habitantes. Os indivíduos do sexo masculino constituem 50% da população e os do sexo feminino 50%. Pernampattu tem uma taxa de literacia de 59%, inferior à média nacional de 59.5%: a literacia no sexo masculino é de 66% e no sexo feminino é de 51%. Em Pernampattu, 15% da população está abaixo dos 6 anos de idade.